# Plyšan
Plyšan, továrny koberců a nábytkových látek, Hlinsko v Čechách byl národní podnik v bývalém Československu, který vznikl v roce 1949 a zanikl v roce 1964 (1969) začleněním do nově vzniklého podniku Bytex. Nejprve zde figurovaly tři závody z Hlinska,[nenalezeno v uvedeném zdroji] později se jednalo až o 10 firem po celém území státu. Byly do něj začleněny některé podniky TOKO a Hrako. Podnik nejprve spadal pod Československé textilní závody, Praha, od roku 1951 pod Ministerstvo lehkého průmyslu a následně od roku 1958 pod VHJ Bytový textil n.p., Vratislavice nad Nisou. Podnik nejprve vyráběl textilní potahy nábytku a žinylkové vlněné koberce zvané Bagdád, od roku 1965 už pouze nábytkové látky z žakárských textilií.

## Zajímavosti
V Plyšanu pracoval i malíř a textilní návrhář Vojtěch Kyncl.